# رباعي (موسيقى)
الرباعي (بالإنجليزية: Quartet) مصطلح يطلق في أغلب الأحوال علي أي عمل موسيقي يقوم أربعة أشخاص بالاشتراك في تقديمه من خلال فرقة موسيقية.

## استخدامات المصطلح

### في الموسيقي الكلاسيكية
في الموسيقي الكلاسيكية، يستخدم لوصف فرقة موسيقية مكونة من أربعة أفراد تقوم بأداء وعزف أحد المؤلفات الموسيقية. والنمط الشائع له هو في موسيقي الحجرة حيث يتم العزف على أحد الشكلين:
- رباعي الآلات الوترية: حيث تشترك فيه آلتي الكمان آله الفيولا وآله التشيللو.
- رباعي البيانو: حيث تشترك فيه آلات البيانو والكمان والفيولا والتشيللو.

من أشهر كتب مؤلفات موسيقية كلاسيكية لهذا النوع موزارت وبيتهوفن. غير أن موزارت كنب مؤلف فريد يسمي رباعية الكلارينت، وهو عبارة عن رباعي الآلات الوترية مضافا إليها آله الكلارينت بصفة استثنائية. أما المؤلف الموسيقي لوتشي يوشيني فقد قام بكتابة 100 رباعية وترية في القرن الثامن عشر.

### أنواع موسيقية آخري
يقوم العديد من الموسيقيين في الأنواع الموسيقية الأخرى بأداء رباعيات مثل
- موسيقي الجاز: يوجد بها رباعية ساكسفون، رباعية غيتار ورباعية أبواق.

### استخدامات آخري
- من الممكن أيضا استخدامه لوصف أي عمل عمل غنائي يقوم بأداؤه أربعة أشخاص.
- كما يطلق هذا اللفظ لوصف أربعة أشياء متطابقة أو متماثلة (بالإنجليزية: Identical or Similar)